# Worms World Party
Worms World Party, eller förkortningen WWP, är ett turordningsbaserat strategispel, från 2001, skapat av Team17. Spelet som är i 2D handlar som de andra Worms-spelen om att kontrollera en armé av maskar och använda olika vapen för att eliminera motståndarlaget. Man spelar antingen mot "datorn", eller mot motståndare vid samma dator, eller över internet eller LAN (genom TCP/IP eller IPX).
Spelet finns förutom till PC, även till Dreamcast, Game Boy Advance, N-Gage, PlayStation, och Pocket PC.